# Kermesia albinervosa
Kermesia albinervosa är en insektsart som beskrevs av Frederick Arthur Godfrey Muir 1927. Kermesia albinervosa ingår i släktet Kermesia och familjen Meenoplidae. Inga underarter finns listade i Catalogue of Life.